# Banánovec obecný
Banánovec obecný (též turako fialový; Musophaga violacea) je pták z čeledi turakovitých.

## Charakteristika

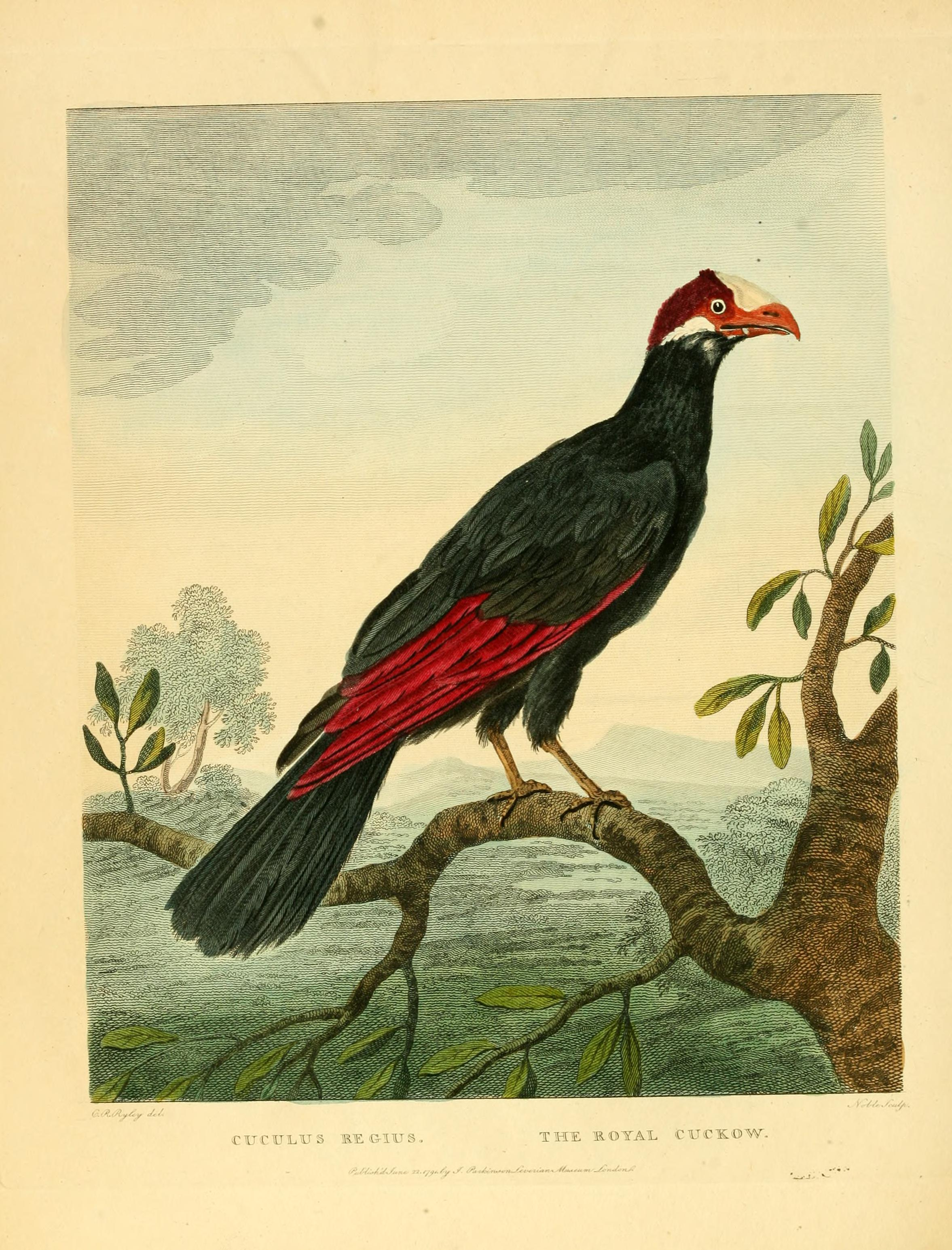
Kresba banánovce obecného z roku 1792 ve sbírkách Ashtona Levera, Cuculus Regius – The Royal Cuckow (kukačka královská)

Dospělí ptáci dosahují velikosti asi 48 cm, od konce ocasu po čtyřcentimetrový zobák. Křídlo mají dlouhé kolem 21 cm a váží kolem 360 gramů. Živí se převážně ovocem.
Jejich peří je leskle fialové, s výjimkou žlutého čela, kaštanově hnědé korunky a bílých pruhů kolem uší. Zobák je silný a rudý, rohovina jeho horní části dosahuje až na čelo. Letky jsou také karmínově červené a při letu výrazně kontrastují s fialovým peřím. Červený pigment turacin v letkách je typickým znakem celého rodu turaků.

## Výskyt
Žije v západní a střední Africe, v pásu od Senegalu po Nigérii, s izolovanou populací v oblasti Čadu a Středoafrické republiky. Vyskytuje se v tropických savanách, mokřadech a lesích. Pro svůj rozsáhlý areál výskytu je považován za málo dotčený druh.

## Rozmnožování
Samice snáší 2 vejce. Inkubace trvá 25–26 dní.

## Chov v ZOO
K 17. 5. 2018 uvádějí banánovce obecného na svých webových stránkách např. ZOO Ostrava, Plzeň, ZOO Ústí nad Labem, Zoo Hodonín, Olomouc, Děčín a Biopark Gymnázia Teplice. 
V zoologické zahradě Děčín se v roce 2021 povedl jeho odchov.